# Gościnko
Gościnko (niem. Klein Jestin) – wieś sołecka w Polsce położona w województwie zachodniopomorskim, w powiecie białogardzkim, w gminie Karlino. W latach 1975–1998 wieś należała do województwa koszalińskiego. W roku 2007 wieś liczyła 141 mieszkańców. Najbardziej na zachód położona miejscowość zarówno gminy jak i powiatu.

## Geografia
Wieś leży ok. 12 km na zachód od Karlina, przy drodze krajowej nr 6, między Karwinem a miejscowością Dębica.

## Zabytki
- budynek mieszkalny z końca XIX wieku, murowany - zagroda nr 9.
- budynek mieszkalny z drugiej połowy XIX wieku, murowany-szachulcowy z gliny - zagroda nr 12,
- budynek mieszkalny z początku XX wieku, murowany-szachulcowy z gliny - zagroda nr 23[4].

## Kultura i sport
W Gościnku znajduje się świetlica wiejska.

## Komunikacja
Jest tutaj również przystanek komunikacji autobusowej.